# Las largas sombras
Las largas sombras (lit. ‘Les llargues ombres’) és una sèrie de televisió per internet espanyola de thriller i drama creada per José Manuel Lorenzo per a Disney+, basada en la novel·la homònima d'Elia Barceló. Està produïda per DLO Produccions i protagonitzada per Elena Anaya, Belén Cuesta, Irene Escolar, Marta Etura, Itziar Atienza, Ana Rayo i Lorena López. Es va estrenar a Disney+ el 10 de maig de 2024.

## Trama
L'aparició d'unes restes mortals en una gruta de Mallorca porta a la inspectora Paula Ríos (Irene Escolar), de la comissaria general d'Elda, a desplaçar-se a l'illa. Les restes corresponen a la seva germana gran, la Mati (Laura Wedel), desapareguda durant un viatge de fi de curs vint-i-cinc anys abans. En aquest mateix moment, el grup d'amigues de la Mati en aquell últim curs es reuneix. Fa molt temps que no estan totes juntes, però tenen un bon motiu per a fer-ho: la Rita ha tornat. Rita Montero, prestigiosa directora de cinema que fa vint-i-cinc anys que viu a Londres. L'ambient és molt nostàlgic, però es veu interromput quan la inspectora es presenta a la casa i els comunica la notícia de la troballa. Han passat vint-i-cinc anys però cap ha pogut oblidar aquella misteriosa desaparició.

## Repartiment

### Repartiment principal
- Elena Anaya com a Rita Montero
  - Isa Montalbán com a Rita d'adolescent
- Irene Escolar com a Paula Ríos
- Belén Cuesta com a Teresa
  - Lluïa Caraballo com a Teresa d'adolescent
- Marta Etura com a Soledad "Sole"
  - Andrea López com a Sole d'adolescent
- Itziar Atienza com a Candela
  - Marina Orta com a Candela d'adolescent
- Ana Rayo com a Carmen
  - Ana de Alva com a Carmen d'adolescent
- Lorena López com a Lena
  - Miriam Rubio com a Lena d'adolescent

### Repartiment secundari
- Roger Casamajor com a César 
  - Héctor Doncell com a César d'adolescent
- Jorge Usón com a Manolo Fuster
  - Hugo Arbués com a Manolo d'adolescent
- Fran Nortes com a Adrián
- Nansi Nsue com a Ángela
- Juan Blanco com a Gerardo
- Inma Sancho com a Isabel (Episodi 1 - Episodi 2; Episodi 4 - Episodi 6)
- Laura Wedel com a Matilde "Mati" Ríos
- Cristina Kovani com a Mery
- Joan Manuel Gurillo com a Melchor (Episodi 1; Episodi 3; Episodi 5 - Episodi 6)
- Paco Sarro com a Antonio (Episodi 1; Episodi 3; Episodi 5 - Episodi 6)
- Tania García (Episodi 1; Episodi 3 - Episodi 6)
- Sergio Romero (Episodi 1; Episodi 3 - Episodi 5)
- Alejandro Vera (Episodi 1 - Episodi 3)
- Jordi Ballester (Episodi 1; Episodi 3; Episodi 5 - Episodi 6)
- Jordi Planas com a Telmo (Episodi 1; Episodi 3; Episodi 5 - Episodi 6)
- María Belén Prieto Martín (Episodi 1 - Episodi 3)
- Agustín Martín Alonso (Episodi 1; Episodi 3; Episodi 6)
- Jorge Roelas (Episodi 1 - Episodi 2; Episodi 4 - Episodi 5)
- Daniel Lorenzo com a Jeremy (Episodi 2; Episodi 4 - Episodi 6)
- Lola Casamayor (Episodi 4 - Episodi 6)

## Producció
El març de 2023, es va anunciar que Disney+ estava desenvolupant una adaptació a televisió de la novel·la d'Elia Barceló Las largas sombras, sota la direcció de Clara Roquet i amb Belén Cuesta, Elena Anaya, Marta Etura i Irene Escolar com a protagonistes. El 27 de juny de 2023, es va anunciar que el rodatge de la sèrie havia conclòs després de tretze setmanes. El rodatge va tenir lloc en diferents localitzacions del País Valencià, com Elda, Benidorm, la Falla de Moraig, Dénia i Altea, així com a Madrid.

## Estrena i màrqueting
El març de 2024, Disney+ va anunciar que Las largas sombras s'estrenaria en la seva plataforma el 10 de maig de 2024.